# Krauss-Helmholtz-Lenkgestell

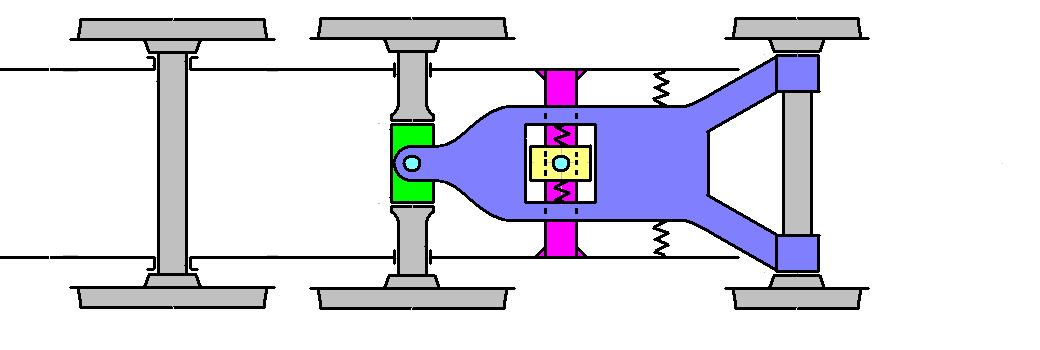
Zeichnung eines Krauss-Helmholtz-Lenkgestells

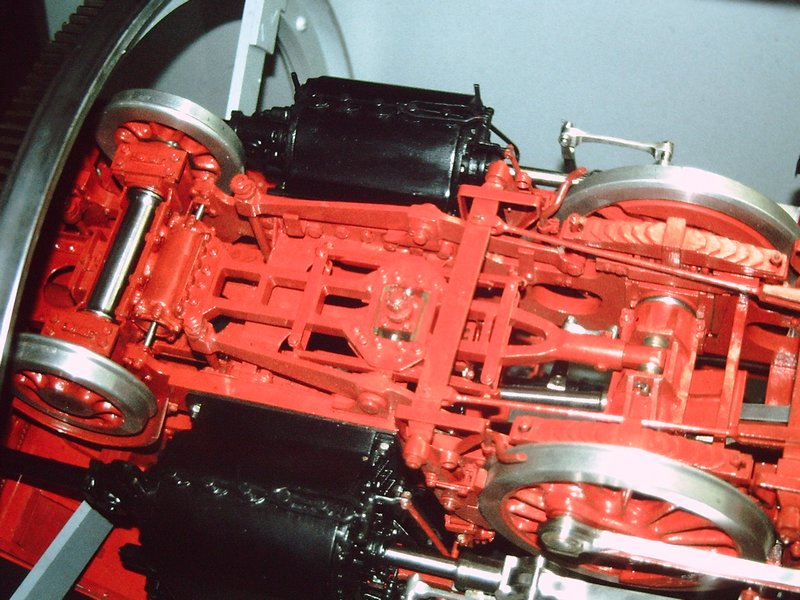
Krauss-Helmholtz-Gestell am 1:10-Modell der Baureihe 44 im Verkehrsmuseum Nürnberg

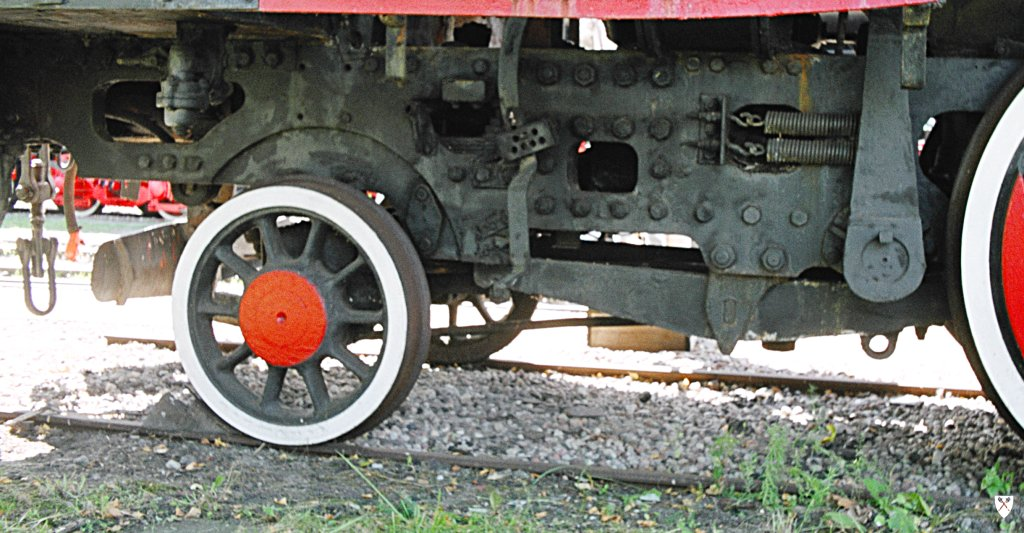
Hinteres Krauss-Helmholtz-Lenkgestell einer TKt48 der PKP

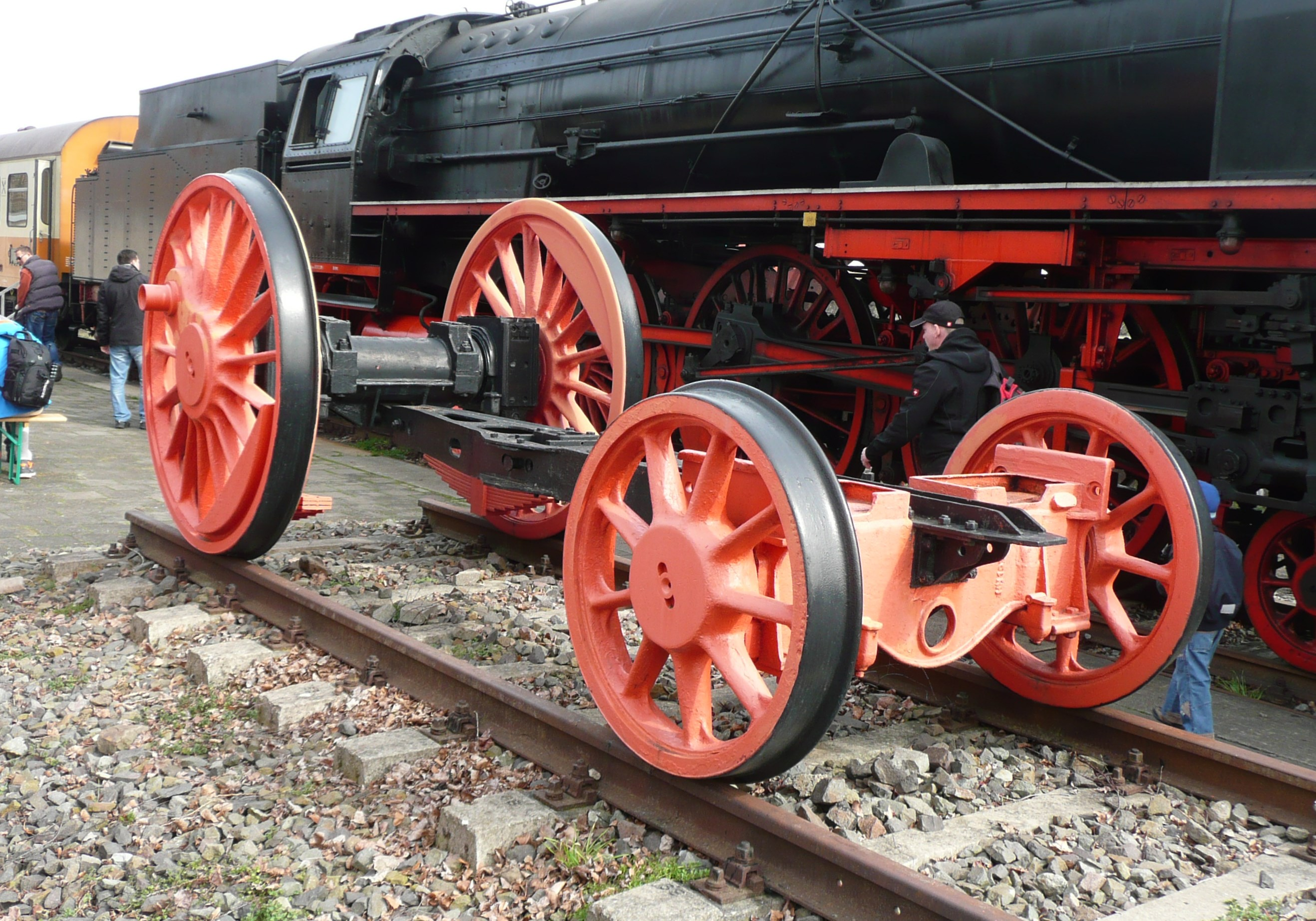
Krauss-Helmholtz-Gestell als Ausstellungsstück im Traditionsbetriebswerk Staßfurt

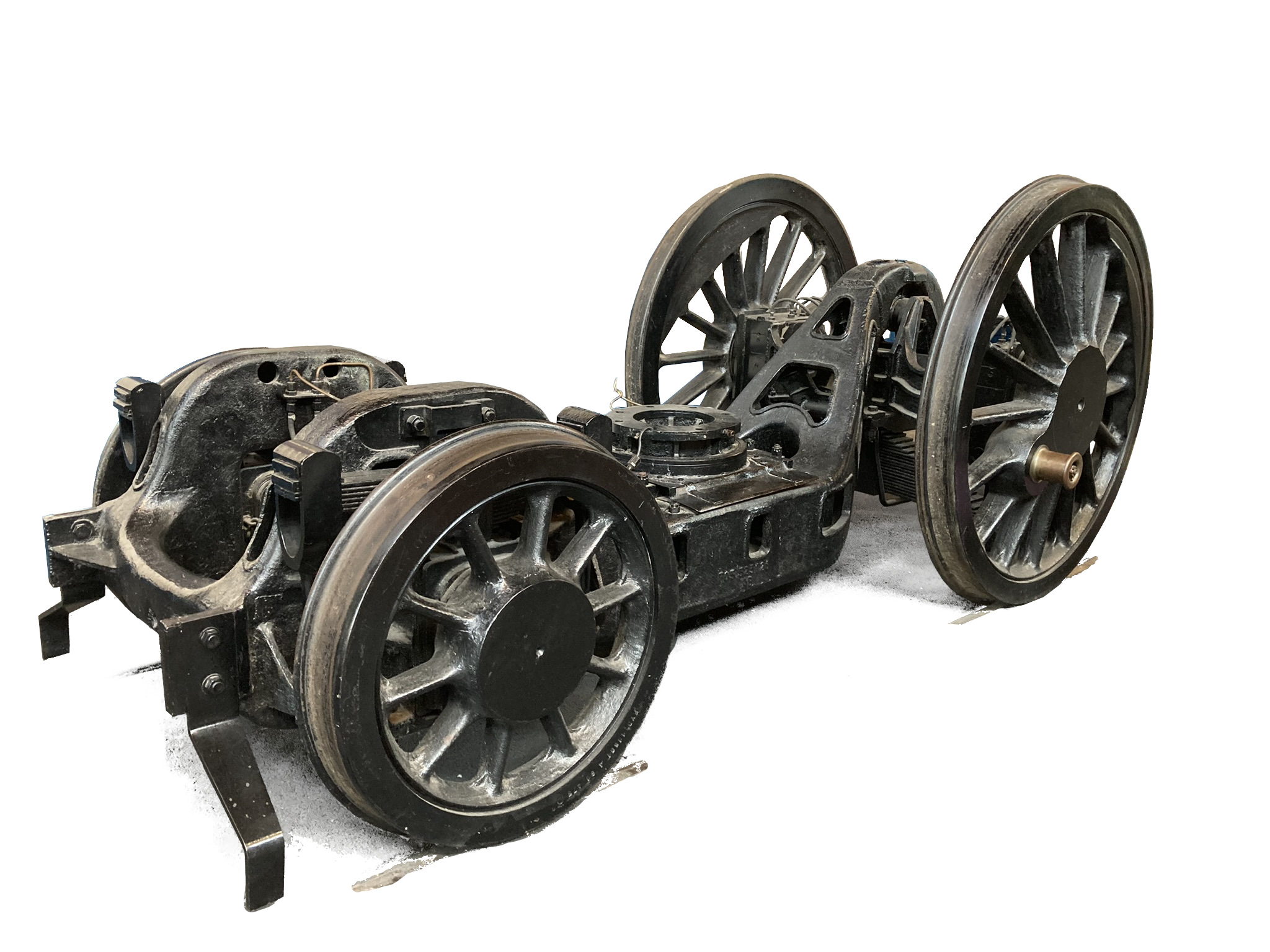
Krauss-Helmholtz-Lenkgestell mit Gussrahmen in der Cité du Train in Mulhouse

Das Krauss-Helmholtz-Lenkgestell ist eine bei Dampflokomotiven und auch einigen Elektrolokomotiven in der Rahmenbauweise verwendete Einrichtung zur Verbesserung der Kurvenlaufeigenschaften, indem es über ein Deichselgestell eine radial einstellbare Laufachse mit einer seitenverschieblichen Treibachse verbindet.

## Technik
Das Krauss-Helmholtz-Lenkgestell kann als eine Kombination zwischen einem Schwenk- und einem Schieberadsatz bezeichnet werden. Die über den Deichselhebel verbundenen Achsen haben bei Kurvenfahrt die Funktion eines Drehgestelles, sodass bei dem vorauslaufenden Krauss-Helmholtz-Lenkgestell die Räder zur Kurven-Außenseite, das dahinter laufenden Drehgestell mit seinen Rädern dagegen zur Kurven-Innenschiene gelenkt werden. Die Rückstellung der Achsen in die Nulllage übernehmen Rückstellfedern, die bei den ersten Ausführungen noch nicht verwendet wurden. Um beim Einfahren in eine Kurve das Scharflaufen des Spurkranzes der Treibachse (hervorgerufen durch die Deichsel) zu vermeiden, muss die Lagerung der Deichsel im Drehpunkt auch federnd ausgeführt werden.
Durch das Krauss-Helmholtz-Lenkgestell werden die seitlichen Kräfte bei der Kurvenfahrt zu etwa gleichen Teilen von den Spurkränzen beider Achsen aufgenommen, womit sich die Laufeigenschaften denen eines Drehgestells annähern und der Verschleiß von Spurkränzen und Schienen reduziert wird. Das Lenkgestell ist benannt nach der Lokomotivfabrik Krauss und deren Chefkonstrukteur Richard von Helmholtz, dem Erfinder der Einrichtung.
Im Gegensatz zum Krauss-Helmholtz-Lenkgestell ist ein Bisselgestell mit nur einem Radsatz verbunden, dem damit eine rein radiale Seiten-Beweglichkeit ermöglicht wird. Die Verteilung der Führungs-Kräfte ist dabei vom jeweiligen Kurvenradius abhängig.

## Anwendung
Weil das Krauss-Helmholtz-Lenkgestell seine Vorteile besonders in engen Kurven ausspielen kann, wurde es zunächst bei Nebenbahn-, Lokalbahn- und Schmalspurlokomotiven verwendet. Eine der ersten Lokomotiven mit dem Lenkgestell war die Bayerische D VIII (Achsfolge: C1') aus dem Jahr 1888. Das anfängliche Scharflaufen der Spurkränze wurde durch geeignete Drehzapfen-Lagerspiele und Rückholfedern vermieden. Mit Rücksicht auf die überwiegende Streckenneigung erfolgte die Bergfahrt mit dem Schornstein voraus, deshalb befand sich bei dieser Tenderlokomotive das Gestell hinten, um höhere Geschwindigkeiten bei der Talfahrt zu ermöglichen. In der Mehrzahl der Fälle wurde es jedoch vorn oder – wenn die Lokomotive in beide Richtungen gleich gute Laufeigenschaften haben sollte – an beiden Enden der Lok angeordnet. Bei schnell fahrenden Lokomotiven war die zu erreichende Laufruhe anfangs – vor allem in Preußen – sehr umstritten. Letztlich war dieses eine Frage der korrekten Bemessung in der Konstruktion, sowie Einstellung und Instandhaltung.
Bekannte Lokomotiven mit führendem Krauss-Helmholtz-Lenkgestell waren vor 1930 die Bayerische D XII und die E16 der DRG, sowie in Österreich die kkStB 310 und die BBÖ 214.
Später setzte sich das Lenkgestell auch bei größeren und leistungsstärkeren Lokomotiven wie den Einheitslokomotiven der Deutschen Reichsbahn durch, besonders weil durch die Konstruktion eine zusätzliche Laufachse wie beim Drehgestell eingespart werden konnte; z. B. bei den fünffach gekuppelten Baureihen 44, 45, 50 und 85. Die Schlepptender-Lokomotiven der Baureihen 41 und 45 hatten nur vorn ein Krauss-Helmholtz-Lenkgestell; die Schleppachse war in einem Bisselgestell gelagert. Die Tenderlokomotiven der Baureihe 85 verfügten dagegen wie ein Teil der Baureihen 64 und 86 über zwei Krauss-Helmholtz-Lenkgestelle. Das Krauss-Helmholtz-Lenkgestell erwies sich im Laufe der Zeit als die Form von Achsanordnungen mit einer führenden Laufachse, welche die größte Laufruhe ergab. Angewandt wurde es nur dort nicht, wo die Konstruktion seinen Einsatz nicht ermöglichte, z. B. als Nachlaufachse unter dem Aschkasten.

## Bilder

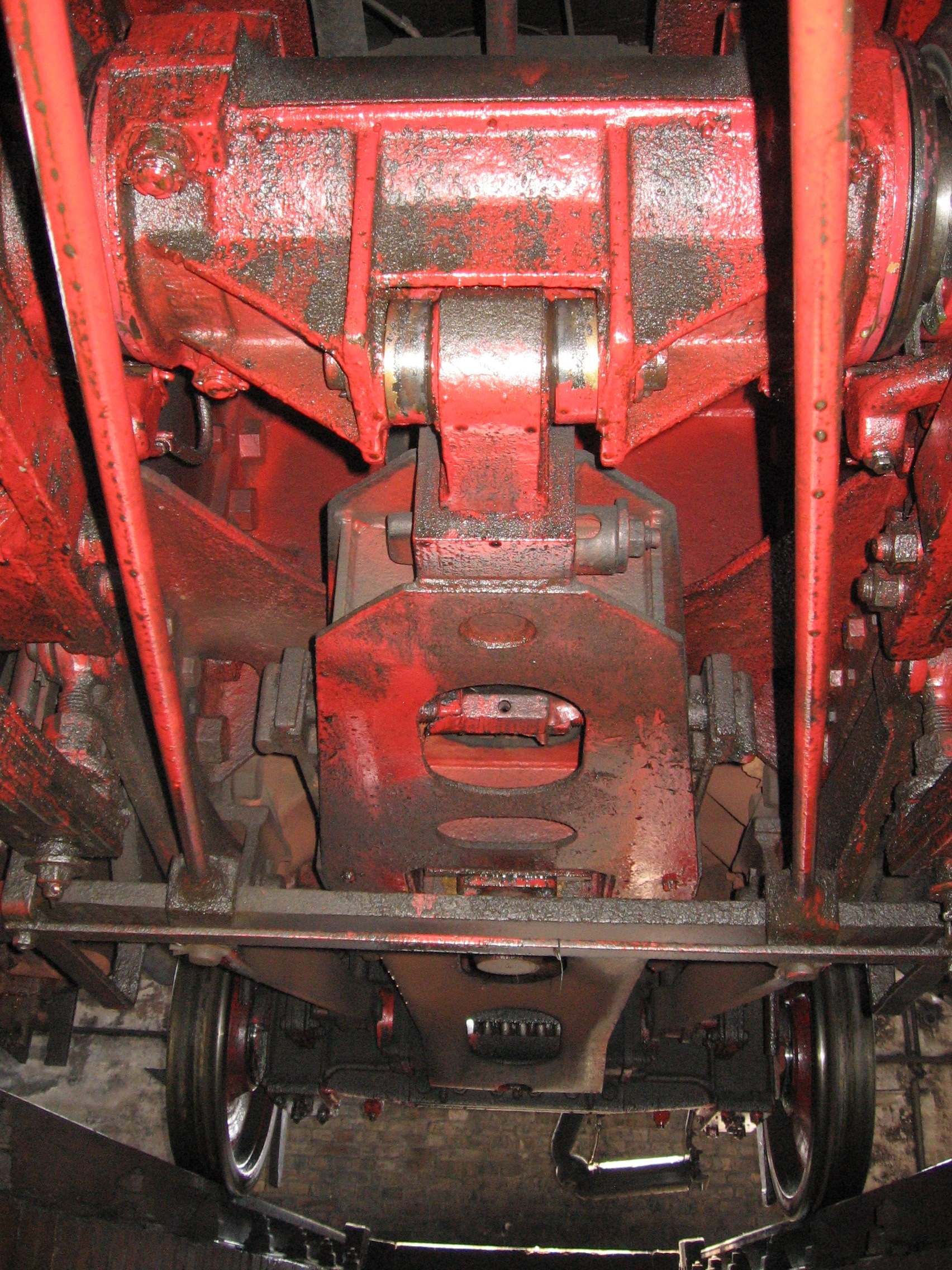
Krauss-Helmholtz-Lenkgestell der DR-Lokomotive 52 8079
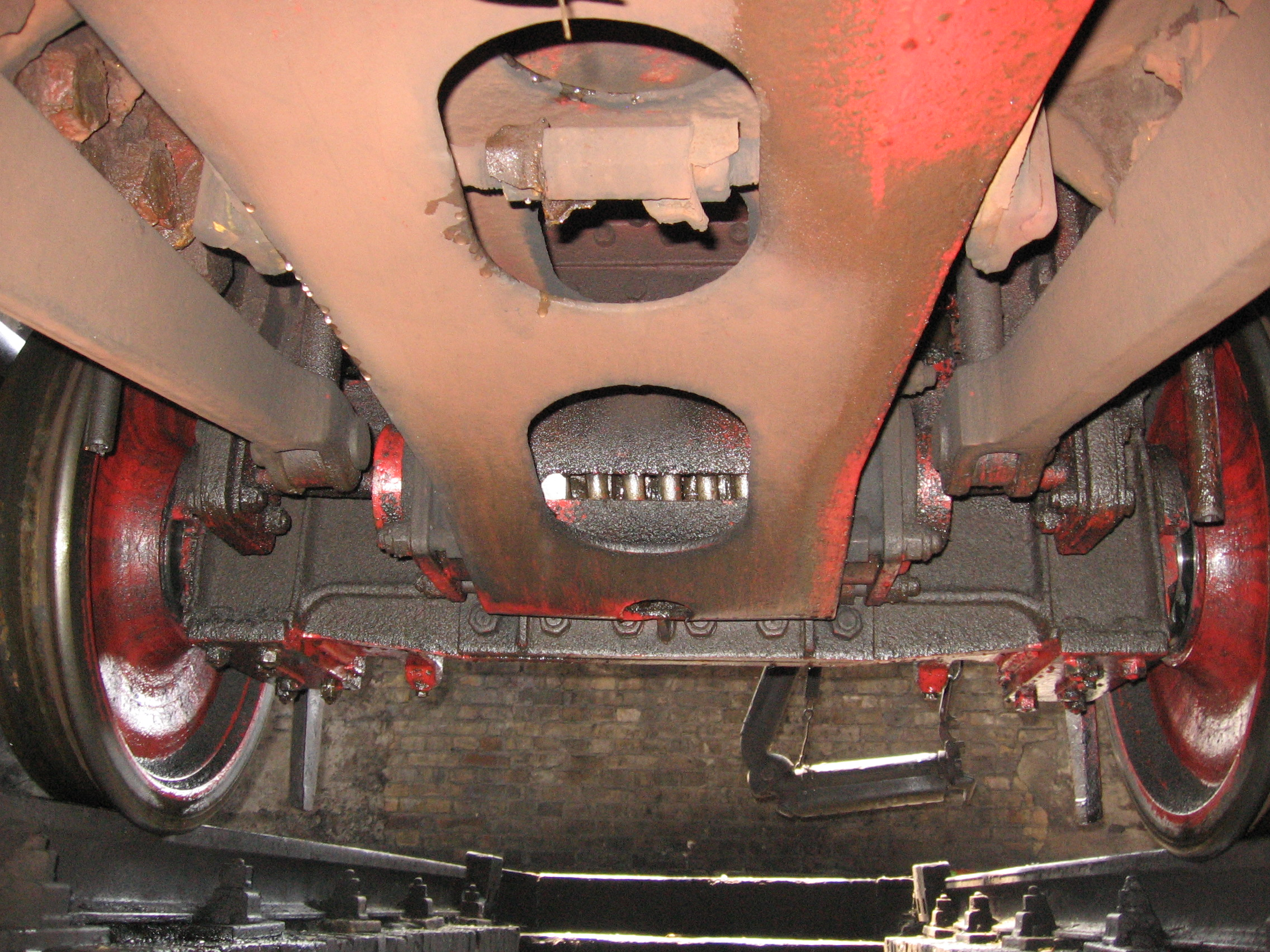
Vorderer Teil des Lenkgestells mit Zentrierfeder
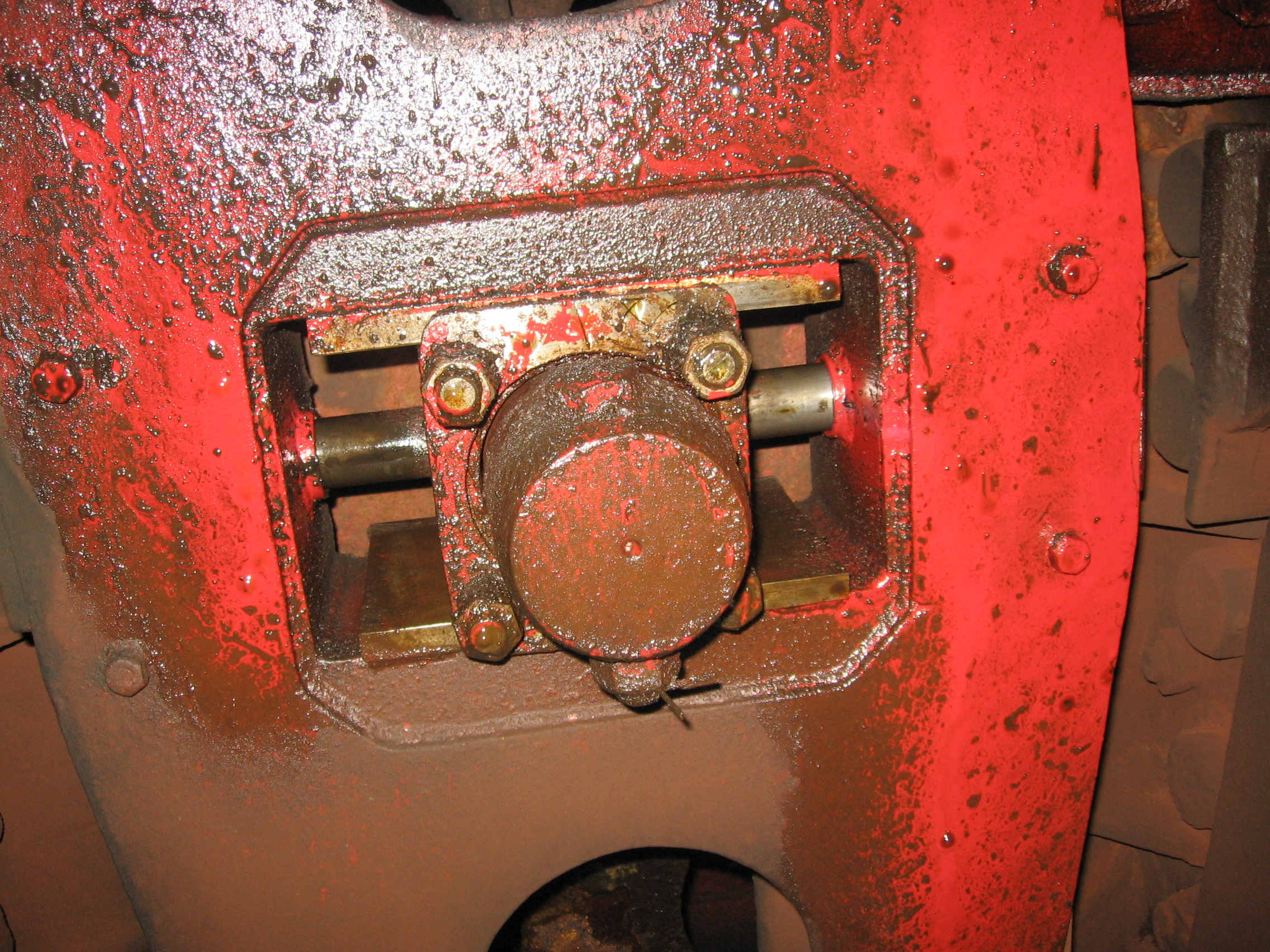
Elastisch gelagerter Drehzapfen
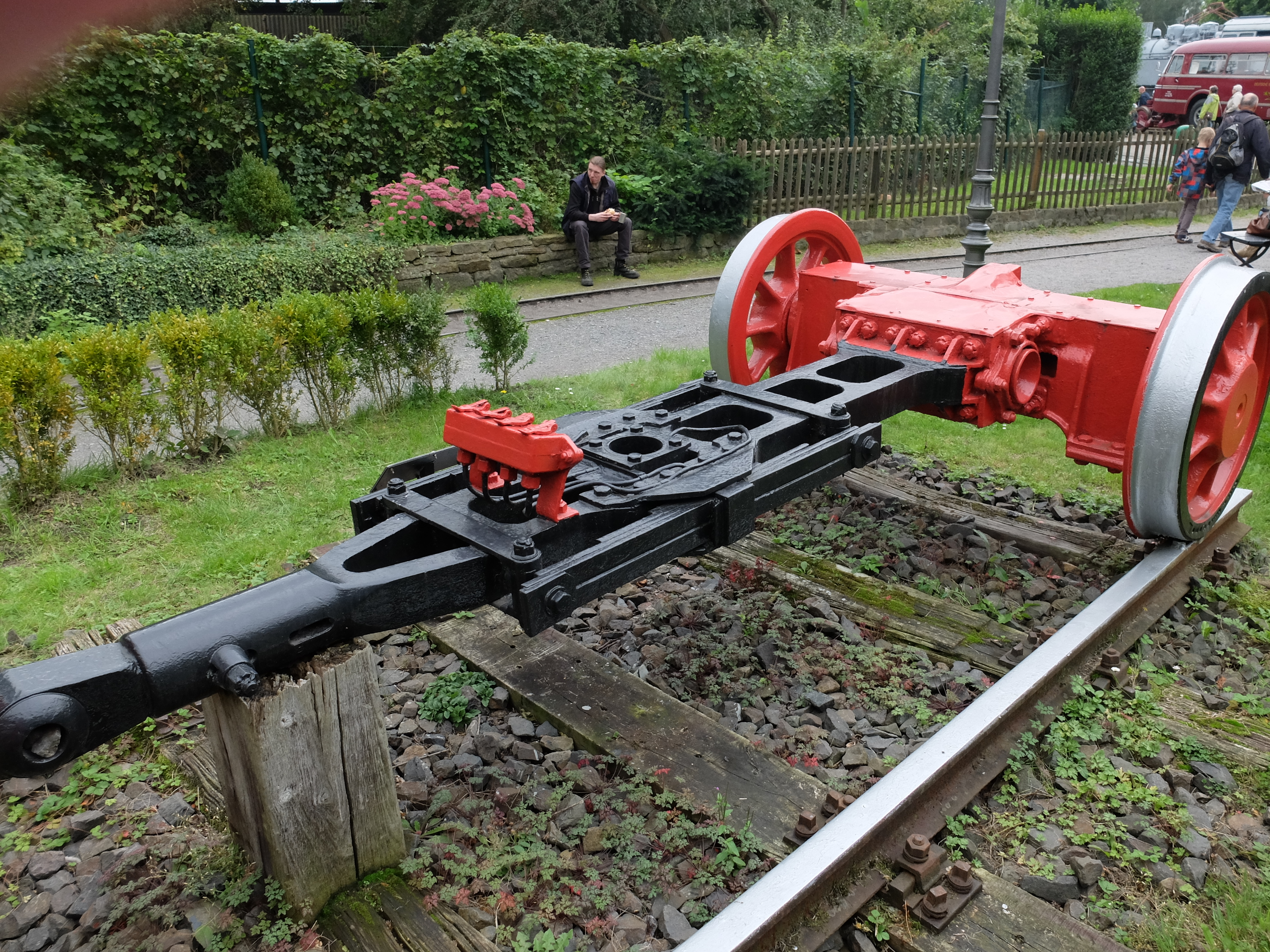
Krauss-Helmholtz-Lenkgestell einer 44er im Eisenbahnmuseum Bochum

## Modifizierte Ausführungen

### Deutsche Varianten
AEG-Kleinow-Gestell – Auch die Elektrolokomotiven der Reichsbahn-Baureihen E 04, E 17, E 18 und E 19 wurden mit vergleichbaren Lenkgestellen ausgestattet, genannt AEG-Kleinow-Gestell. Weil die Antriebe mit einem Federtopfantrieb ausgestattet und die Achsen von einer Hohlwelle umgeben waren, musste die Anlenkung des Lenkhebels außen erfolgen, ein charakteristisches Detail dieser Lokomotiven.
Lokomotiven ohne festen Radstand
Beide Radsätze des Krauss-Helmholtz-Lenkgestells hatten seitlichen Ausschlag bzw. seitliches Spiel, wodurch es öfters vorkam, dass mit diesem Gestell ausgerüstete Lokomotiven keinen festen Radstand besaßen. Diese Form bot sich für kurvenreiche Strecken an. Bekannte Vertreterin dieser Bauweise:
- DR Baureihe E 36 für die Bahnstrecke Bad Reichenhall–Berchtesgaden, die zusätzlich zu dem Krauss-Helmholtz-Lenkgestell noch mit einem Krauss-Lotter-Gestell ausgerüstet war.
- Einheitslokomotiven der Baureihe 84 besaßen durch die Schwartzkopff-Eckhardt-Lenkgestelle keinen festen Achsstand.[6]

### Schweizer Varianten

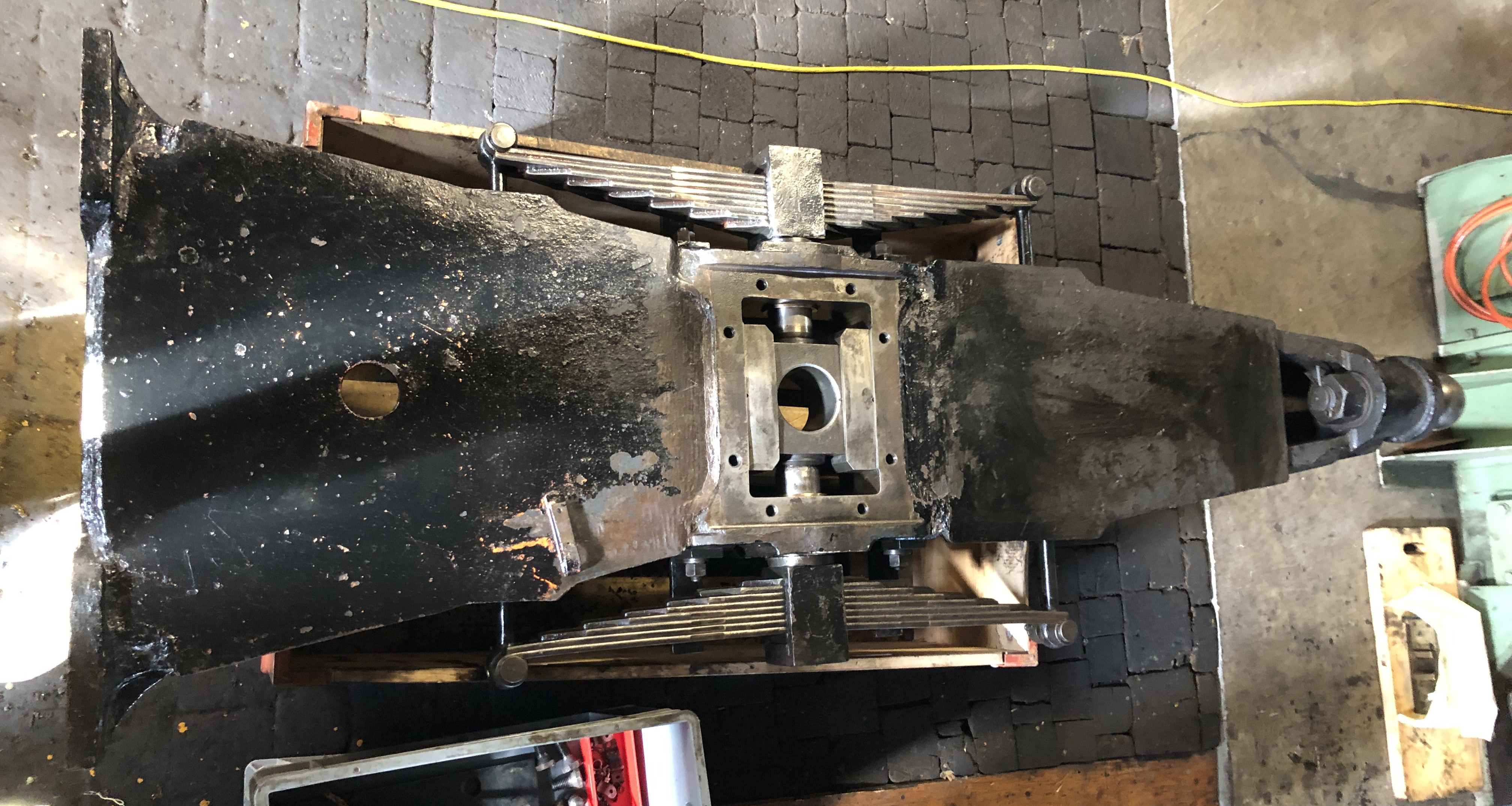
Helmholtz-Lenkgestell Bauart Winterthur einer Dampflokomotive Eb 3/5 der SBB, ausgebaut, mit entfernter Abdeckung

- Bauart Winterthur – Bei Schweizer Dampf- und Elektrolokomotiven wurde das Krauss-Helmholtz-Lenkgestell erstmals mit Rückstellfedern für den Drehzapfen versehen und die Federn der beiden Achsen mit Ausgleichshebeln verbunden. Damit wurde die Rückstellkraft in beide Richtungen gleich stark, weil immer beide Federpakete gespannt werden. Diese Bauart Winterthur fand ab 1907 bei der Heißdampf-Version der B 3/4[7] und ab 1911 bei der Eb 3/5 der SBB sowie 1913 bei den BLS Be 5/7 und den RhB Ge 4/6 Anwendung.[8]
- Java-Gestell – Das ebenfalls von SLM entwickelte Java-Gestell erlaubt eine radiale Einstellung der Treibachse, die auf der Antriebsseite durch den Buchli-Einzelachsantriebs möglich wurde.[9] Die Bauart ist nach ihrer erstmaligen Verwendung auf den für die Electrische Staats Spoorwegen (ESS) in Java gebauten Lokomotiven der Baureihe 3000 benannt.

### Italienische Varianten
- Zara-Gestell – In Italien wurde das dem Bauart Winterthur ähnliche Zara-Gestell entwickelt, das sich durch die Verwendung einer Rückholeinrichtung mit Evolutfedern statt Blattfedern von der vorgenannten Bauart unterscheidet. Es wurde bei den ‚FS‘-Drehstrom-Lokomotiven der Baureihen E.330, E.333, E.431 und E.432 angewandt.
- Carello Italiano – Das ebenfalls in Italien entwickelte Carello Italiano ‚Italienisches Drehgestell‘ unterscheidet sich von den vorgenannten Bauarten, dass die Deichsel als Drehgestellrahmen ausgebildet ist,[10] der sich am Laufradsatz auf dessen Federn, beim Kuppelradsatz auf eine querliegende Feder abstützt.[8] Diese Bauart wurde bei vielen Dampflokomotiven der FS,[2] wie zum Beispiel bei der Baureihe 480,[11] aber auch bei den Elektrolokomotiven der Baureihen E.320, E.321, E.360, E.380 und E.390 angewandt.[8]